# Distrito de Ferreñafe

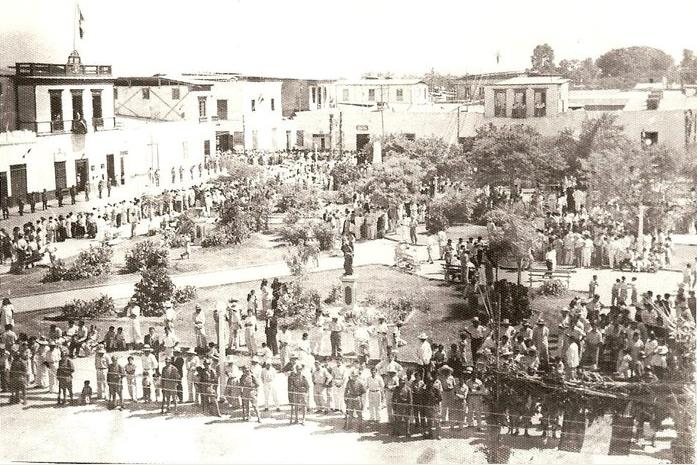
Ferreñafe antiguo

El distrito de Ferreñafe es uno de los seis que conforman la provincia de Ferreñafe ubicada en el departamento de Lambayeque en el Norte del Perú. Limita por el norte con el distrito de Pítipo; por el Sur con el distrito de Picsi (en la provincia de Chiclayo); por el Este con el distrito de Manuel Antonio Mesones Muro (Tres Tomas); y, por el Oeste con el distrito de Pueblo Nuevo. Debe su nombre a su capital, la ciudad de Ferreñafe. 
Desde el punto de vista jerárquico de la Iglesia católica, forma parte de la Diócesis de Chiclayo.

## Historia
Fue creado en los primeros años de la República.

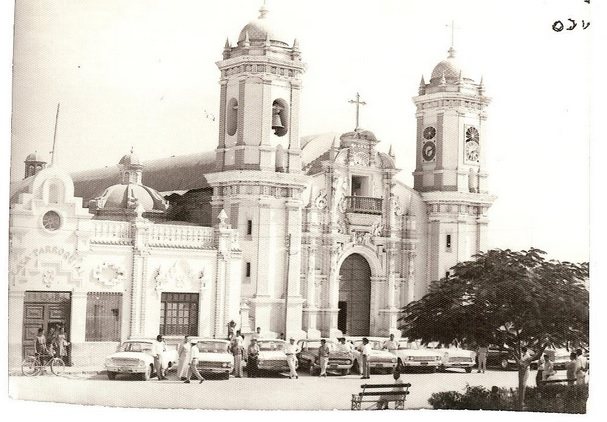
Iglesia de Ferreñafe y antiguo paradero de automóviles de lujo a Chiclayo.

## Geografía
Pertenece a la región geográfica costa.
- Capital: Ciudad de Ferreñafe.
- Extensión geográfica: 130,42 km².
- Clima: Cálido, seco y tropical.
- Altura: 37 m.

## Autoridades

### Municipales
- 2019 - 2022[2]
  - Alcalde: Lic. Polanski Carmona Cruz, de Somos Perú.
  - Regidores:

  1. Héctor Aurich Mesones (Alianza para el Progreso)
  2. José Manuel García Minguillo (Alianza para el Progreso)
  3. Milagros del Carmen Bonilla Zamora (Alianza para el Progreso)
  4. César Augusto Villalobos De los Santos (Alianza para el Progreso)
  5. Luz Deisi Pérez Martínez (Alianza para el Progreso)
  6. Oscar Edgardo Sánchez Manayay (Alianza para el Progreso)
  7. Paola Margarita del Rocío Chafio Prada (Alianza para el Progreso)
  8. Beder Amadeo Soplapuco Purizaca (Partido Democrático Somos Perú)
  9. Ramón Ríos Asenjo (Partido Democrático Somos Perú)
  10. José Guillermo Márquez Castro (Podemos por el Progreso del Perú)
  11. Julio Armando Rodríguez Chonta (Acción Popular)

### Policiales
- Comisaría 
  - Comisario: Cmdte. PNP Luis Musayón Díaz.